# 洛厄爾 (伊利諾伊州)
洛厄爾（英語：Lowell）是位於美國伊利諾伊州拉薩爾縣的一個非建制地區。該地的面積和人口皆未知。

## 地理
洛厄爾的座標為41°15′02″N 89°00′38″W / 41.25056°N 89.01056°W，而該地的平均海拔高度為190米（即623英尺）。